# Vol Delta Air Lines 9877
Le 30 mars 1967, l'équipage du vol Delta Air Lines 9877, qui effectue un vol d'entraînement sur un Douglas DC-8, perd le contrôle de l'appareil qui s'écrase dans une zone résidentielle, lors d'une simulation d'approche avec deux moteur en panne vers l'aéroport international Louis Armstrong de La Nouvelle-Orléans, en Louisiane, faisant 19 victimes, dont 13 personnes au sol.

## Avion
L'aéronef impliqué est un Douglas DC-8-51 immatriculé N802E (numéro de série 45409/19). Il fut acquis par Delta Air Lines le 14 septembre 1959 et totalise depuis 23 391 heures de vol. Initialement construit en tant que DC-8-11, qui est propulsé par quatre moteurs Pratt & Whitney JT3C, il fut ensuite modifié vers le version 51 avec des turboréacteurs JT3D.

## Équipage
Le commandant de bord Maurice G. Watson (44 ans), qui est le pilote instructeur sur ce vol, totalise 19 008 heures de vol, dont 475 heures sur DC-8. Il est titulaire des qualifications de vol sur Douglas DC-3, Douglas DC-6, Douglas DC-7, Douglas DC-8, Douglas DC-9, Convair 240 et Convair 340/440. Il fut embauché le 3 juin 1949.
Le commandant James W. Morton (48 ans), alors pilote en formation, compte 16 929 heures de vol, dont seulement 15 heures sur DC-8. Il est également qualifié sur DC-3, DC-6, DC-7, DC-9 et Convair 240/340/440 . Il fut embauché le 13 mars 1951.
Le commandant William T. Jeter, Jr. (33 ans), qui est alors mécanicien de bord vérificateur sur ce vol, cumule 2 715 heures de vol en tant que mécanicien navigant, dont 529 heures sur DC-8. Il est titulaire des qualifications sur DC-6, DC-7, DC-9 et Convair 240/340/440. Il a été embauché le 9 octobre 1959. 
Le mécanicien navigant instructeur, David E. Posey (25 ans), totalise 1 371 heures de vol, dont 667 heures sur DC-8. Il fut embauché le 14 novembre 1964.
Le mécanicien navigant en formation, George Plazza (30 ans), compte 802 heures de vol, dont seulement 6 heures sur DC-8. Il fut embauché le 3 mai 1965.

## Déroulement des faits
Le vol 9877 a quitté l'aire de stationnement à 0 h 40 HNC. Le commandant Morton, alors en formation, était assis en place gauche et le commandant Watson, alors instructeur de vol, est assis en place droite. Les pilotes en formation ce jour-là étaient un commandant de bord stagiaire et un mécanicien navigant stagiaire. De plus, le mécanicien navigant instructeur subissait un contrôle de compétence. Un observateur de la Federal Aviation Administration (FAA) est également présent à bord de l'avion.
À 0 h 43, les pilotes ont informé le contrôle aérien qu'ils étaient prêts à décoller et souhaitaient effectuer un survol de la piste 1, puis atterrir sur celle-ci. À la vitesse V1 (vitesse maximale d’interruption du décollage), le moteur n°1 a été coupé dans le cadre de la procédure de contrôle, et le décollage s'est poursuivi normalement. Pendant la montée, le moteur n°2 a également été coupé. À 0 h 46, le commandant Morton a été informé que la gouverne de direction était hors service, ce qui n'a été signalé que par un voyant d'alerte lumineux, et non par une perte de puissance sur la gouverne de direction. 
À 0 h 47, la tour de contrôle autorisa l'atterrissage du vol 9877 sur la piste 1. L'équipage simula une approche avec deux moteurs en panne, effectua un atterrissage sans incident, puis redécolla depuis la piste 19. L'équipage réduisit alors l'altitude à 900 pieds (274 m) et les volets furent déployés à 25°. L'altitude du DC-8 remonta ensuite à 1 100 pieds (335 m), entraînant une réduction de la vitesse à 180 nœuds (333 km/h). Peu après, les volets furent entièrement sortis pour l'atterrissage et l'avion franchit 650 pieds (198 m) en descente, à une vitesse de 165 nœuds (305 km/h). À partir de ce moment, la vitesse diminua jusqu'à environ 136 nœuds (251 km/h). 
L'équipage augmenta la puissance des moteurs n°3 et n°4, les moteurs 1 et 2 étant toujours à l'arrêt. Le DC-8 entra alors dans un roulis à gauche en constante augmentation, atteignant rapidement 60° d'inclinaison, avec une assiette à piquer de 14°. L'avion percuta des lignes électriques et des arbres à environ 700 m du seuil de la piste, avant de percuter le coin d'une maison et un véhicule au sol. L'appareil a ensuite dérapé à grande vitesse, en détruisant ou endommageant gravement deux autres maisons, avant finir sa course contre les bâtiments d'un complexe hôtelier. Treize personnes au sol ont été tuées dans le crash, ainsi que les six membres d'équipage présents à bord de l'avion.

## Enquête
Le Conseil national de la sécurité des transports (NTSB) a constaté que l'instructeur de vol a déployé les volets de sa propre initiative, trop tôt lors de la seconde approche. La traînée générée par les volets a entraîné une diminution rapide de la vitesse et une augmentation du taux de descente, ce à quoi le commandant Morton a réagi en cabrant l'avion, au lieu d'utiliser la poussée des moteurs. L'instructeur n'est pas intervenu, probablement par excès de confiance envers le commandant stagiaire. L'équipage était probablement aussi fatigué lors de cette approche finale.
Les enquêteurs du NTSB ont conclu que la cause probable de cet accident est une supervision inappropriée du vol, de la part de l'instructeur, et une mauvaise utilisation des commandes de vol et de la puissance par l'instructeur et le commandant en formation, lors d'une simulation d'atterrissage avec deux moteurs en panne, ce qui a entraîné une perte de contrôle à basse altitude.